# Hans Jürgen Overbeck
|  | Dieser Artikel wurde aufgrund von formalen oder inhaltlichen Mängeln in der Qualitätssicherung Biologie zur Verbesserung eingetragen. Dies geschieht, um die Qualität der Biologie-Artikel auf ein akzeptables Niveau zu bringen. Bitte hilf mit, diesen Artikel zu verbessern! Artikel, die nicht signifikant verbessert werden, können gegebenenfalls gelöscht werden. Lies dazu auch die näheren Informationen in den Mindestanforderungen an Biologie-Artikel. |

Hans Jürgen Overbeck (* 1. April 1923 in Schwerin; † 9. März 2013) war ein deutscher Ökologe.

## Leben
1940 machte Hans Jürgen Overbeck das Abitur in Schwerin, 1941 wurde er zur Wehrmacht eingezogen und 1946 erfolgte seine Rückkehr nach Schwerin. Von 1949/1951 studierte Overbeck in Rostock und führte das Studium für Naturwissenschaften in Rostock und Greifswald fort. Ab 1946 forschte er über die marinen Ökosysteme und die Brackwasser-Ökosysteme auf Hiddensee und 1950  promovierte er. Im gleichen Jahr arbeitete er als Assistent an der Biologischen Forschungsanstalt der Universität Greifswald auf Hiddensee.
Hans Jürgen Overbeck wechselte 1952 an das Botanische Institut der Pädagogischen Hochschule Potsdam. Unter Wolfgang Müller-Stoll wurde er habilitiert. 1961 wechselte er zum Max-Planck-Institut für Limnologie in Plön, Schleswig-Holstein. 1966 wurde er zum Wissenschaftlichen Mitglied der Max-Planck-Gesellschaft berufen und leitete bis zu seiner Emeritierung im Jahr 1991 die Abteilung „Allgemeine Limnologie/Mikrobenökologie“ am Institut in Plön. Sein Forschungsschwerpunkt war die Ökologie aquatischer Mikroorganismen. 1992 wurde Overbeck Gründungsdirektor des Instituts für Ökologie der Universität Greifswald. Er startete mit Untersuchungen der Ökosysteme der Boddengewässer Rügens und des Darß unter Einsatz neuer Methoden. Hans Jürgen Overbeck lebte seit 2009 in Malente, Schleswig-Holstein.

## Schriften
- Versuche zur Mutationsauslösung durch Trypaflavin an Lepidium sativum und Arabidopsis Thaliana. Hochschulschrift. Phil. Fakultät, Greifswald 1952 (Dissertation)
- Microbial ecology of Lake Plusssee, ISBN 978-0-387-94120-2
- mit Harald Sioli und Joachim Illies: Max-Planck-Institut für Limnologie. Reihe: Max-Planck-Gesellschaft, Berichte und Mitteilungen 1/76. München 1976